# Lista de unidades federativas do Brasil por nota do PISA
Lista das unidades federativas do Brasil em ordem decrescente de nota no Programa Internacional de Avaliação de Alunos (PISA) de 2015. Nota média das três disciplinas avaliadas: Português, Matemática e Ciências. A prova de 2015 teve como foco a disciplina de Ciências.